# Ooperipatus centunculus
Ooperipatus centunculus är en klomaskart som beskrevs av Reid 1996. Ooperipatus centunculus ingår i släktet Ooperipatus och familjen Peripatopsidae. Inga underarter finns listade i Catalogue of Life.